# Hudson Heights (Manhattan)
Hudson Heights é um bairro localizado na cidade de Nova Iorque, no distrito de Manhattan, dentro de um grande bairro chamado Washington Heights. Seus inícios datam desde princípios do século XX, quando era conhecido como Fort Tryon. Nas últimas décadas, artistas, famílias e jovens profissionais se mudaram para esta área, modificando-a.

## Demografia
Segundo o censo nacional de 2020, a sua população é de 58 588 habitantes e houve um decréscimo populacional na última década de -1,9%.
Residentes abaixo de 18 anos de idade representam 14,9%. Foi apurado que 55,1% são hispânicos ou latinos (de qualquer raça), 31,8% são brancos não hispânicos, 4,6% são negros/afro-americanos não hispânicos, 4,7% são asiáticos não hispânicos, 1,1% são de alguma outra raça não hispânica e 2,8% são não hispânicos de duas ou mais raças.
Possui 25 509 residências, um aumento de 2,8% em relação ao censo anterior, onde deste total, 5,3% das unidades habitacionais estão desocupadas. A média de ocupação é de 2,4 pessoas por residência.